# Bruant des marais
Melospiza georgiana
Espèce
Statut de conservation UICN

 LC  : Préoccupation mineure
Le Bruant des marais (Melospiza georgiana ou Zonotrichia georgiana) est une espèce de passereau nord-américaine appartenant à la famille des Passerellidae.

## Description

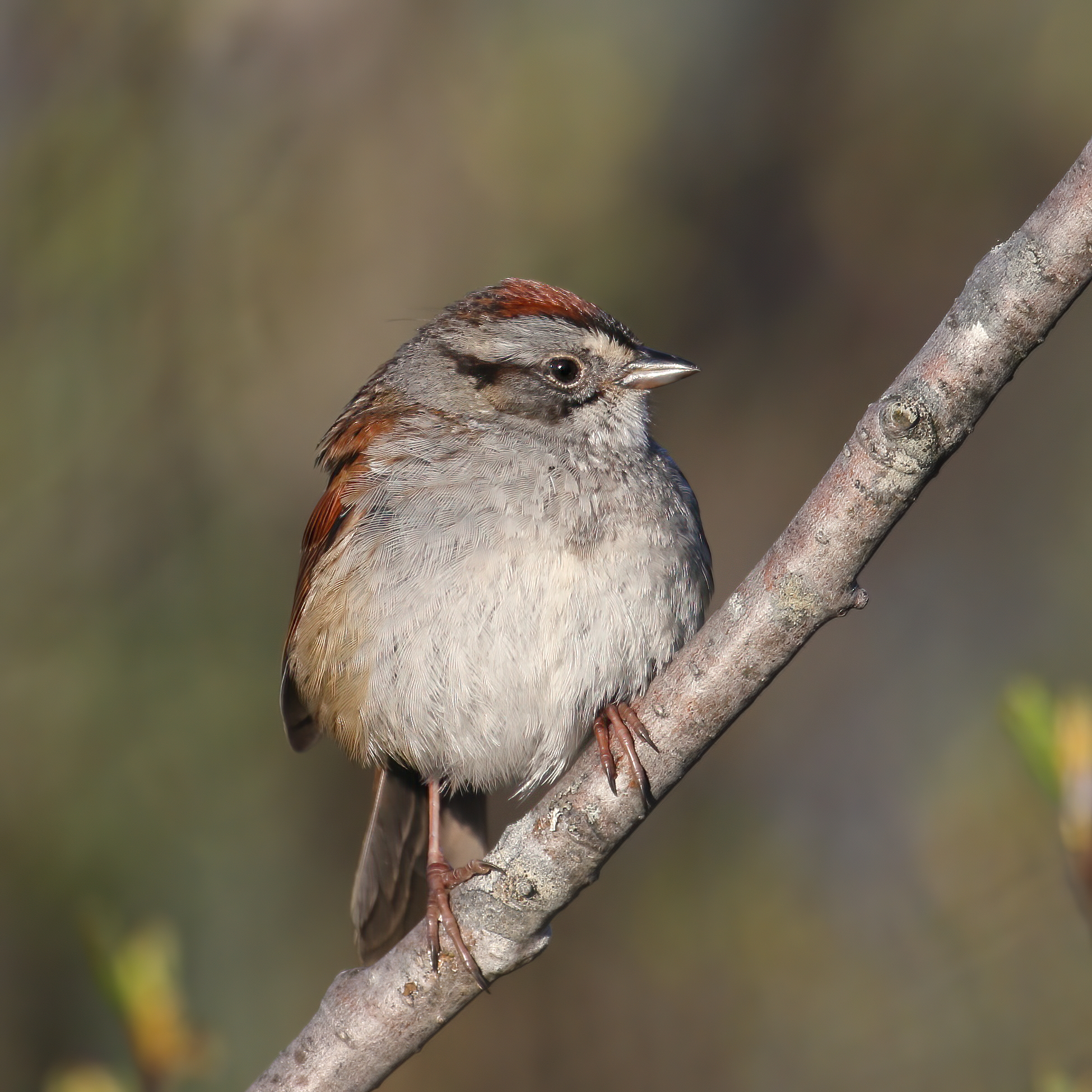

Cet oiseau mesure environ 15 cm. En plumage nuptial, l'adulte arbore une calotte rousse remplacée par une raie grise en plumage internuptial. Toute l'année, son plumage est plutôt brunâtre rayé de noir avec les sourcils, les joues et les côtés du cou gris. Les moustaches sont noirâtres, la gorge blanche et la poitrine grise avec quelques stries noires. Le jeune est très semblable mais présente une gorge sans strie et des joues beiges.
La sous-espèce côtière (M. g. nigrescens) diffère des sous-espèces continentales par un plumage globalement plus terne avec une plus grande abondance de noir, un bec plus large, des chants différents et une plus petite taille de ponte.
Le chant de l'espèce est un trille lent et monotone. Un même mâle peut utiliser un répertoire varié. Le cri de contact est un tchip bruyant rappelant le cri des Moucherolles.

## Répartition

Carte de répartition
Aire de nidification
Voie migratoire
Présent à l'année
Aire d'hivernage

L'aire de reproduction du bruant des marais s'étend du nord des États-Unis jusqu'à la limite nord de la taïga canadienne, et de la côte est jusqu'aux Rocheuses. En hiver, l'espèce se répartit des Grands Lacs au golfe du Mexique, jusqu'à l'État de Guerrero. Elle est erratique aux Bahamas et au nord-ouest du Mexique, surtout de novembre à mai. Bien que les aires de reproduction et d'hivernage se superposent au niveau de la région des Grands Lacs, les individus sont probablement tous migrateurs.
M. g. nigrescens se restreint aux marais côtiers. Cette sous-espèce se reproduit du nord de la Virginie jusqu'à l'estuaire de l'Hudson et hiverne sur les côtes de Caroline.

## Écologie
Cette espèce fréquente les marais d'eau douce et lacustre. Son habitat optimal inclut des plans d'eau ouverts, une végétation basse et dense et des perchoirs de chant. Le nid est fixé à la végétation, souvent juste au-dessus du sol ou de la surface de l'eau, et caché sous des feuilles ou des hautes herbes. La femelle pond en moyenne quatre œufs par nichée.
Les bruants des marais se nourrissent généralement au niveau du sol près du bord de l'eau, dans des eaux peu profondes ou dans la végétation basse. Alors qu'ils se nourrissent principalement d'Arthropodes durant la saison de reproduction, leur régime hivernal est granivore et frugivore.